# Aristolochia salvadorensis
Aristolochia salvadorensis е вид от голям растителен род с над 500 вида, който е типовият род на семейство Aristolochiaceae. Името „Дарт Ведър“ носи от приликата с шлема на героя Дарт Вейдър от филмовата сага Междузвездни войни.

## Описание
Подобно на много растения, които растат в предизвикателна среда, странният, подобен на труп вид на цветовете се дължи на адаптации, които гарантират оцеляването на растението. Подобната на шлем форма и лилаво оцветяване на цъфтежа в комбинация със специфичния мирис на гниеща плът има за предназначение да привлича насекоми за опрашване. Вътрешността на цветовете е облицована с лепкави косми, които затварят в капан насекомите достатъчно дълго, за да ги покрият с цветен прашец. След това се освобождават, излитат и опрашват нови цветове. Всеки цъфтеж продължава само една седмица. Сред най-популярните места за наблюдаване на цъфтежа на Aristolochia salvadorensis е Японската ботаническа градина в Киото.